# La Folliaz
La Folliaz is een voormalige gemeente in het Zwitserse kanton Fribourg, en maakt deel uit van het district Glâne.
La Folliaz telt 1.384896 inwoners.

## Geschiedenis
De gemeente ontstond op 1 januari 2005 door de fusie van Lussy en Villarimboud. De twee delen van de gemeente werden gescheiden door de gemeente Villaz-Saint-Pierre tot de gemeente op 1 januari 2020 fuseerden tot de gemeente Villaz.